# The Message på svenska
The Message på svenska är en svensk bibelöversättning, översatt från engelska av Felix Larsson och Maria Store. Originaltexten The Message är en parafraserande bibelöversättning från Bibelns originalspråk av den amerikanske pastorn Eugene Peterson.

## Exempel urFörsta Korinthierbrevet13:4–7
The Message på svenska
Kärleken ger aldrig upp. Kärleken bryr sig mer om andra än om sig själv. Kärleken vill inte åt det den inte har. Kärleken spänner sig inte. Den gör sig inte märkvärdig. Den tränger sig inte på. Den tränger sig inte före. Den håller inte på att gå upp i limningen. Den håller inte räkning på andras fel. Den har inget till övers för orättvisan, men den firar när sanningen segrar, står upp i alla väder, litar på Gud i alla lägen, ser det ljusa i alla situationer, ger sig aldrig någonsin utan kämpar in i det sista.
Bibel 2000
Kärleken är tålmodig och god. Kärleken är inte stridslysten, inte skrytsam och inte uppblåst. Den är inte utmanande, inte självisk, den brusar inte upp, den vill ingen något ont. Den finner inte glädje i orätten men gläds med sanningen. Allt bär den, allt tror den, allt hoppas den, allt uthärdar den.
Folkbibeln 2015
Kärleken är tålig och mild. Kärleken avundas inte, den skryter inte, den är inte uppblåst. Den beter sig inte illa, den söker inte sitt, den brusar inte upp, den tänker inte på det onda. Den gläder sig inte över orätten men gläds med sanningen. Allt bär den, allt tror den, allt hoppas den, allt uthärdar den.